# Ericsson Nikola Tesla
Ericsson Nikola Tesla d.d. je hrvatska telekomunikacijska tvrtka i pridružena članica švedske telekomunikacijske tvrtke Ericsson. Ime je dobila po izumitelju Nikoli Tesli te je danas najveći specijalizirani dobavljač suvremenih telekomunikacijskih proizvoda, rješenja i usluga u srednjoj te istočnoj Europi.
Na Zagrebačkoj je burzi tvrtka kotirana nezavisno od matične tvrtke Ericsson.

## Povijest
Ericsson Nikola Tesla vuče korijene iz državnog poduzeća Nikola Tesla osnovanog u Zagrebu u SFRJ 1949. godine. Bila je iznimno uspješna na lokalnom telekomunikacijskom tržištu te regionalnim tržištima (osobito Europskim) preko 40 godina. Godine 1953. postala je jedan od prvih licenciranih partnera švedskog Ericssona, nakon čega je od 1958. godine počela izvoziti velike količine Ericssonovih proizvoda u SSSR-ovo i druga tržišta.
Godine 1977. tvrtka je započela s proizvodnjom Ericssonovih AXE i ASB centrala.
Raspadom Jugoslavije i ostvarenjem neovisnosti Hrvatske, godine 1992. započeo je proces privatizacije tvrtke. Godine 1995. potpisan je ugovor o kupnji ukupno 49,07 % dionica tvrtke između Ericssona i Hrvatskog fonda za privatizaciju, čime je Ericsson postao najveći pojedinačni dioničar tvrtke.
Tvrtka je 2011. godine bila osmi najveći hrvatski izvoznik, a nekoliko godina u nizu, počevši od 2020. godine, postiže visokorangirana mjesta u više kategorija, uključujući izvoz softvera, neto izvoz, rast dobiti i novoostvarenu vrijednost.